# IC 34
IC 34 ist eine Balken-Spiralgalaxie vom Hubble-Typ SBa im Sternbild Fische auf der Ekliptik. Sie ist schätzungsweise 244 Millionen Lichtjahre von der Milchstraße entfernt und hat einen Durchmesser von etwa 170.000 Lj.
Im selben Himmelsareal befindet sich u. a. die Galaxie NGC 180.
Das Objekt wurde am 22. Oktober 1867 vom US-amerikanischen Astronomen Truman Henry Safford entdeckt.